# Laquarn Lewis
Laquarn Lewis, född 2001 i Nottingham, är en brittisk skådespelare.
Laquarn Lewis har bland annat medverkat i TV-serien Jamie Johnson där han spelade Elliot, en återkommande karaktär i två av seriens säsonger. I BBC-produktionen What It Feels Like for a Girl spelade han transkvinnan Lady Die, en av seriens huvudroller.

## Filmografi (i urval)
- 2020–2021 – Jamie Johnson (TV-serie)
- 2025 – What It Feels Like for A Girl (TV-serie)